# The Outer Worlds 2
The Outer Worlds 2 é um futuro jogo RPG eletrônico de ação e ficção científica desenvolvido pela Obsidian Entertainment e publicado pela Xbox Game Studios. é uma continuação de The Outer Worlds, o jogo será lançando para Microsoft Windows, Xbox Series X/S e PlayStation 5. durante o Xbox Games Showcase de 2025 foi revelado a data de lançamento do jogo.

## Anúncio
Foi anunciado em 13 de junho de 2021 durante a apresentação da Showcase Xbox & Bethesda durante a E3 2021 também revelando que ainda se encontra em estágios iniciais de desenvolvimento.

## Jogabilidade
The Outer Worlds 2 será um RPG eletrônico de ação, com uma perspectiva em primeira pessoa que se passa em um futuro alternativo. O jogo acontecerá em um novo sistema estelar com uma nova tripulação ao contrário de seu antecessor.
The Outer Worlds 2 será um RPG eletrônico de ação, com uma perspectiva em primeira pessoa que se passa em um futuro alternativo. O jogo acontecerá em um novo sistema estelar com uma nova tripulação ao contrário de seu antecessor.

## Desenvolvimento
The Outer Worlds 2 possivelmente usará o motor gráfico Unreal Engine 5 da Epic Games sendo uma atualização do motor gráfico do The Outer Worlds que utiliza a Unreal Engine 4